# Horst Feistel
Horst Feistel (* 30. Januar 1915 in Berlin; † 14. November 1990) war ein deutsch-amerikanischer Kryptologe. Er wurde bekannt als Namensgeber der so genannten Feistelchiffre.

## Leben
Feistel emigrierte im Jahr 1934 in die USA, schloss 1937 ein Studium der Physik am MIT ab, wechselte anschließend an die Harvard University und verbrachte den Großteil des Zweiten Weltkriegs unter Hausarrest. Am 31. Januar 1944 bekam er die amerikanische Staatsbürgerschaft verliehen.
Bereits am folgenden Tag begann er mit der Entwicklung von Freund-Feind-Erkennungssystemen beim Air Force Cambridge Research Center (AFCRC). Danach arbeitete er am Lincoln Laboratory, für das Forschungsinstitut MITRE und schließlich ab Ende der 1960er-Jahre für IBM.
Er arbeitete mit anderen am Projekt „Lucifer“, dessen Ziel es war, eine effiziente Verschlüsselungstechnologie zu entwickeln. Die Feistelchiffre war später die Grundlage für DES.
Feistel war seit 1945 mit Leona Gage verheiratet. Das Paar bekam eine Tochter, Peggy.

## Schriften (Auswahl)
- H. Feistel et al.: Some cryptographic techniques for machine-to-machine data communications. In: Proceedings of the IEEE. Band 63, Nr. 11, 1975, S. 1545–1554, doi:10.1109/PROC.1975.10005.
- Horst Feistel: Cryptography and Computer Privacy. In: Scientific American. Band 228, Nr. 5, 1973, S. 15–23.